# Abbazia di Cîteaux
L'abbazia di Cîteaux è un monastero situato in Borgogna (Francia, nell'attuale Côte-d'Or). È la storica culla della Riforma cistercense, ove Bernardo di Chiaravalle iniziò la sua missione.

## Albori della Riforma cistercense
Intorno al 1050 il modello di Cluny comincia a entrare in crisi: i monasteri cluniacensi, troppo ricchi, troppo prossimi alle città, non soddisfano coloro che desiderano uno stile di vita più radicale. Nel contempo nella popolazione si generalizza un'aspettativa per il ritorno della Chiesa cattolica alla povertà evangelica. L'eccezionale sviluppo di Cîteaux e della riforma che ne prese il nome è dovuto al fatto che questa riuscì a rispondere alle esigenze e aspirazioni umane e religiose più profonde del tempo. Cîteaux si muove nella linea del movimento eremitico dell'XI secolo, e il monastero è definito "eremo" nei primi documenti. Lo spirito di Cîteaux fu il recupero dell'aspirazione alla solitudine propria del movimento eremitico e la sua integrazione in una vita esplicitamente cenobitica.

## Il monastero
È fondato, secondo le antiche cronache, il 21 marzo 1098 in una località acquitrinosa, sparsa di cespugli di rose selvatiche (cistels) donata da Raynald (o Renard), visconte di Beaune, con il beneplacito del duca Oddone I di Borgogna. 

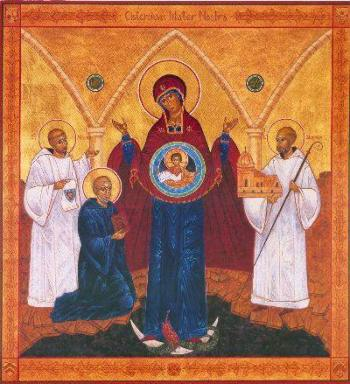
I tre fondatori dell'abbazia di Cîteaux: Stefano Harding, Roberto di Molesme e Alberico di Cîteaux

Il fondatore e primo abate è Roberto di Molesme, che nella sua ansia di ascesi e rinnovamento già ha abbandonato numerosi monasteri, e infine lascia l'abbazia di Molesme di cui era abate, insieme a 21 monaci scelti per dar vita a quel "nuovo monastero" che solo dal 1120 sarà chiamato Cîteaux, in latino Cistercium.
Fondato il monastero con l'aiuto di Oddone, che finanzia le prime costruzioni in legno, Roberto è costretto, da un sinodo di vescovi, a tornare a Molesme per morirvi nel 1111. Il suo successore, Alberico, costruisce un nuovo monastero, in pietra, dedicato il 16 novembre 1106. Sembra che il nuovo sito e la costruzione in pietra marchino l'abbandono di una vita puramente eremitica, in capanne di legno separate, per una vera vita comunitaria. Alberico e il suo successore, l'inglese Stefano Harding, affrontano e superano il compito di dare al nuovo monastero una nuova liturgia, più fedele allo spirito della Regola benedettina, sistemando stabilmente i problemi amministrativi, creando il sistema dei frati conversi e impedendo energicamente ogni ingerenza esterna, per quanto benintenzionata.
Un grande sforzo di creazione e miglioramento delle tradizioni dei codici crea in breve tempo la grande biblioteca, che negli inventari del tempo della rivoluzione conterà ben 10 353 volumi. Alcuni dei più bei codici sopravvissuti allo scempio rivoluzionario sono oggi custoditi alla biblioteca municipale di Digione. In breve tempo i monaci non sono più in grado di accogliere i numerosi postulanti e iniziano le nuove fondazioni, ben 12 sotto Stefano Harding, tra cui Clairvaux (25 giugno 1115), di cui Bernardo di Chiaravalle, a 25 anni, sarà il primo abate.
Bernardo diverrà col tempo uno dei più fortunati promotori della riforma cistercense, che darà il via ad una mai più vista escalation nella fondazione od incorporazione di monasteri, tanto che all'inizio del XIII secolo l'Ordine cistercense contava più di 500 monasteri. Nel 1244 il re Luigi IX di Francia visitò l'abbazia insieme alla madre, Bianca di Castiglia, e alla moglie Margherita di Provenza.
Durante la guerra dei cent'anni il monastero fu saccheggiato più volte: nel 1360, 1365, 1434 e nel 1438.
Nonostante tutto all'inizio del XVI secolo era ancora una comunità fiorente che contava 200 monaci. Ma risentì molto delle guerre di religione e conobbe un periodo di decadenza nel secolo successivo, tanto che nel 1698 contava solo 72 monaci. Nel 1791, durante la Rivoluzione francese, l'abbazia fu confiscata e venduta a degli speculatori che dopo averla saccheggiata, la smantellarono per venderne le pietre da costruzione. Ciò che ne resta diventa successivamente una residenza, una fabbrica di zucchero, una colonia industriale, infine una colonia penale per ragazzi tenuta dalle piccole suore di San Giuseppe.
I monaci riuscirono a riacquistarla nel 1898. Delle antiche costruzioni erano rimaste abitabili solo la biblioteca, costruita nel XV secolo, comprendente al pianterreno i locali dello scriptorium, dove venivano eseguiti i codici per la biblioteca (1260), il Definitorio, edificio ove si preparavano i lavori dei Capitoli generali, del XVII secolo, e il grande edificio abbaziale costruito dall'architetto Nicolas Lenoir nel XVIII secolo, dove tuttora alloggiano i monaci. La chiesa costruita per la colonia penale (per la quale si estrassero altre pietre dalle rovine) è stata ristrutturata nel XX secolo ed è l'attuale chiesa abbaziale.

## Cîteaux e il Borgogna
Un aspetto tutt'altro che secondario della riforma cistercense è il ritorno alla lettera della regola benedettina riguardo al lavoro manuale dei monaci. Mentre nelle abbazie cluniacensi i monaci si dedicavano quasi esclusivamente ad attività non manuali, i Cistercensi si dedicano di persona, fra le altre attività manuali, all'agricoltura. Si deve in gran parte ai monaci l'elaborazione delle tecniche che ancora oggi in gran parte presiedono alla vinificazione del vino detto Borgogna. Cîteaux era tra i maggiori proprietari terrieri della ristretta zona dove il celebre vino nasce, ora nota come Côte de Beaune e Côte de Nuits. Il giorno di Natale del 1098, pochi mesi dopo la fondazione, il monastero ottiene il dono di un vigneto nei pressi di Meursault.
In pochi anni si contano altre donazioni di vigneti siti in luoghi prestigiosi come Chambolle, Aloxe Corton e Les Petits-Musigny. Con simili premesse, il percorso dell'abbazia nel campo enologico è segnato: sono i monaci a delimitare, recintare e (ovviamente) sfruttare il celeberrimo Clos de Vougeots, il più famoso vigneto del mondo, accanto al quale essi costruiscono un cellier, una cantina, e una cuverie, edificio per la vinificazione, primo nucleo dell'altrettanto celebre castello rinascimentale. Grazie alle sperimentazioni dei monaci o dei conversi, la vinificazione del Borgogna raggiunge rapidamente livelli di assoluto primato, e nel XIII e XIV secolo il Borgogna è il miglior vino del mondo. I cistercensi si dedicheranno alla sperimentazione in tutte le aree dove sorgono i loro monasteri ma è a Cîteaux che l'attività vinicola nasce e continua fino alle spoliazioni.

## Cîteaux oggi
Cîteaux è oggi nuovamente la Casa Madre della "Famiglia Cistercense" ed è sede di una comunità dell'Ordine cistercense della stretta osservanza. Conta circa 35 membri. La comunità mantiene gli edifici dell'antica abbazia che datano dal 1260 (resti del chiostro), al XX secolo (chiesa abbaziale).

## Cronotassi degli abati
Elenco degli abati dal 1098 fino ai nostri giorni:
- 1098-1099: Roberto di Molesme
- 1099-1108: Alberico di Cîteaux
- 1108-1133: Stefano Harding
- 1133-1134: Guy di Trois-Fontaines
- 1134-1150: Raymond de Bar
- 1151-1155: Goswin de Bonnevaux
- 1155-1161: Lambert de Morimond
- 1161-1163: Fastrède de Cambron
- 1163-1168: beato Gilbert le Grand
- 1168-1178: Alexandre de Cologne
- 1178-1180: Guillaume de Toulouse
- 1181-1184: Pierre de Pontigny
- 1184-1186: Bernard de Fontaines
- 1186-1189: Guglielmo II di la Prée
- 1189-1190: Thibaut de Cîteaux
- 1190-1194: Guglielmo III di Cîteaux
- 1194-1194: Pietro II di Cîteaux
- 1194-1200: Guy II de Paray[2]
- 1200-1212: Arnaud Amaury
- 1212-1217: Arnaud II
- 1217-1218: Corrado di Urach[3]
- 1219-1236: Gauthier d'Orchies
- 1236-1238: Jean de Boxley
- 1238-1243: Guglielmo IV di Montaigu
- 1243?-1257?: Bonifacio di Cîteaux
- 1257~1258-1262: Guy III de Bourgogne[2]
- 1262-1266: Jacques de Cîteaux
- 1266-1284: Jean II de Ballon
- 1284-1294: Thibaut II de Saucy
- 1294-1299: Robert de Pontigny
- 1294-1299: Rufin de la Ferté
- 1299-1303: Jean III de Pontissier de Pontoise
- 1303-1315: Henri de Cîteaux
- 1315-1317: Corrado II di Metz
- 1317-1337: Guillaume V de Cîteaux
- 1337-1359: Jean IV de Chaudenay
- 1359-1363: Jean V le Gentil de Rougemont
- 1363-1375: Jean VI de Bussières
- 1376-1389: Gérard de Bussières de la Tour d'Auvergne
- 1389-1405: Jacques II de Flogny
- 1405-1428: Jean VII de Martigny
- 1429-1440: Jean VIII Picart d'Aulnay
- 1440-1458: Jean IX Vion de Gevrey
- 1458-1462: Guy IV d'Autun
- 1462-1476: Humbert-Martin de Losne
- 1476-1501: Jean X de Cirey
- 1501-1516: Jacques III Theuley de Pontailler-sur-Saône
- 1516-1517: Blaise Légier de Ponthémery
- 1517-1521: Guillaume V du Boissey
- 1521-1540: Guillaume VI Le Fauconnier
- 1540-1559: Jean XI Loisier
- 1560-1564: Louis de Baissey
- 1564-1571: Jérôme Souchier[4][5].
- 1571-1583: Nicolas I Boucherat
- 1584-1604?: Edmond de la Croix
- 1604-1625: Nicolas II Boucherat
- 1625-1635: Pierre III Nivelle
- 1635-1642: Armand-Jean du Plessis de Richelieu
- 1643-1670: Claude Vaussin
- 1670-1670: Louis II Loppin
- 1670-1692: Jean XII Petit
- 1692-1712: Nicolas III Larcher
- 1712-1727: Edmond II Perrot
- 1727-1748: Andoche Pernot des Crots
- 1748-1797: François Trouvé
- 1797-1899: titolo vacante
- 1899-1904: Sébastien Wyart[6]
- 1904-1922: Augustin Marre[6]
- 1922-1929: Jean-Baptiste Ollitrault di Keryvallan[6]
- 1929-1943: Herman-Joseph Smets[6]
- 1943-1951: Dominique Nogues[6]
- 1951-1963: Gabriel Sortais[6]
- 1963-1969: Jean XIII Chanut
- 1969-1993: Loys Samson
- dal 1993: Olivier Quenardel